# The Dead Girl
Pour plus de détails, voir Fiche technique et Distribution.
The Dead Girl est un film américain réalisé par Karen Moncrieff, sorti en 2006.

## Synopsis
L'assassinat d'une jeune femme va nous entrainer dans cinq histoires reliées entre elles par la quête d'identité de ceux qui ont ou vont s'interroger sur la victime.
Finalement, l'identité du meurtrier sera dévoilée…
La première partie, intitulée « The Stranger », se centre sur le personnage d'Arden (Toni Collette), une jeune femme introvertie et solitaire sous le joug d'une mère tyrannique dont la vie va être bouleversée par la découverte du cadavre de la jeune fille.
La seconde partie, « The Sister », est axée sur une étudiante en médecine légale, Leah (Rose Byrne), dont la famille vit dans l'espoir irrationnel et destructeur de retrouver leur autre fille, disparue depuis près de quinze ans. Confrontée au dit cadavre, Leah va entrevoir une porte de sortie.
La troisième partie, « The Wife », met en scène Ruth (Mary Beth Hurt) qui ne sait plus comment gérer le comportement de son mari, partant en vadrouille des jours entiers sans lui donner de nouvelles. Elle va cependant faire une découverte qui lui fera soupçonner le pire.
La quatrième partie, « The Mother », nous montre la mère de la victime, Melora (Marcia Gay Harden), qui, après avoir identifié le corps de sa fille, décide de se lancer sur ses traces afin de recoller les morceaux de sa vie et de se racheter vis-à-vis de cette fille qu'elle a délaissée.
La cinquième et dernière partie, intitulée « The Dead Girl », se présente sous la forme d'un flashback présentant Krista, (Brittany Murphy), une prostituée junkie cherchant à tout prix à donner à temps son cadeau d'anniversaire à sa fille, et nous amène à son dénouement tragique.

## Fiche technique
- Titre : The Dead Girl
- Réalisation : Karen Moncrieff
- Scénario : Karen Moncrieff
- Production : Eric Karten, Gary Lucchesi (en), Eric Reid, Tom Rosenberg, David Rubin, Kevin Turen, Temple Williams et Henry Winterstern
- Société de production : Lakeshore Entertainment
- Musique : Adam Gorgoni
- Photographie : Michael Grady
- Montage : Toby Yates
- Décors : Kristan Andrews
- Costumes : Susie DeSanto
- Pays d'origine : États-Unis
- Format : Couleurs - 1,85:1 - Dolby Digital - 35 mm
- Genre : Drame, thriller
- Durée : 93 minutes
- Dates de sortie : 7 novembre 2006 (festival AFI), 29 décembre 2006 (États-Unis), 23 mai 2007 (Belgique), 5 mars 2008 (France)

## Distribution
Légende : VF : Voix françaises
- Toni Collette (VF : Brigitte Berges) : Arden
- Brittany Murphy : Krista
- Marcia Gay Harden (VF : Maïté Monceau) : Melora
- Rose Byrne (VF : Chantal Macé) : Leah
- James Franco (VF : Philippe Valmont) : Derek
- Josh Brolin (VF : Sébastien Finck) : Tarlow
- Giovanni Ribisi (VF : Xavier Béja) : Rudy
- Kerry Washington (VF : Odile Schmitt) : Rosetta
- Mary Beth Hurt (VF : Monique Thierry) : Ruth
- Piper Laurie (VF : Caroline Jacquin) : la mère d'Arden
- Nick Searcy (VF : Jean-François Vlérick) : Carl
- Mary Steenburgen (VF : Martine Irzenski) : Beverley, la mère de Leah
- Bruce Davison : le père de Leah
- Christopher Allen Nelson (VF : Laurent Mantel) : Murray
- Dennis Keiffer : Tom

## Production
L'idée de départ du film est l'envie qu'a la réalisatrice Karen Moncrieff de faire un film avec les histoires de plusieurs femmes réunies par « un événement tragique. » mais en s'intéressant avant tout à l'effet qu'a cet événement sur leur vie et leurs choix, sans nécessairement entremêler leurs différentes histoires. Elle souhaite mettre en valeur des personnages féminins, estimant que le cinéma américain donne trop peu de rôles aux femmes (cela notamment au regard de sa propre expérience d'actrice, son agent lui a expliqué alors qu'elle avait 29 ans qu'elle avait peu de chances de continuer à trouver des rôles parce que trop âgée). Cette structure de départ est ensuite fortement influencée par la participation de la réalisatrice à un jury d'assise lors d'un procès concernant le meurtre d'une jeune prostituée droguée.
Chaque partie du film a été tournée indépendamment des autres. La réalisatrice dit s'être inspirée du Décalogue de Krzysztof Kieślowski.
Le tournage a débuté le 17 avril 2006 et s'est déroulé à Los Angeles.[réf. souhaitée]

## Accueil

### Prix et nominations
- San Diego Film Critics Society Awards 2006 : Prix du meilleur scénario.
- Film Independent's Spirit Awards 2007 : nominations aux prix du meilleur film, meilleur réalisateur et meilleur second rôle féminin pour Mary Beth Hurt.
- Festival du cinéma américain de Deauville 2007 : Grand Prix.

### Accueil critique
En France, le journal Libération écrit que « en jouant sur la confusion des sentiments, Karen Moncrieff a réalisé un film en équilibre permanent entre espoir et cafard. »

## Analyse
Chacune des femmes qui sont les personnages principaux de chacun des segments vont mieux comprendre leur vie en étant confrontée à la mort de la jeune femme assassinée : « Chacune d'elles prend la mesure du caractère dérisoire de sa vie, de sa fragilité, de l'infinie tristesse des années perdues. » Elles vont donc pouvoir faire des choix pour changer la vie dans laquelle elles se sentent enfermées.

## Autour du film
- Sur le formulaire pour les personnes portées disparues concernant la prostituée interprétée par Brittany Murphy, on peut lire le nom « Krista Kutcher ». Dans le film Pour le meilleur et pour le rire (2003), son personnage se mariait avec celui interprété par l'acteur Ashton Kutcher.